# Cyclidius rohdei
Cyclidius rohdei är en skalbaggsart som beskrevs av Hermann Julius Kolbe 1893. Cyclidius rohdei ingår i släktet Cyclidius och familjen Cetoniidae. Inga underarter finns listade i Catalogue of Life.